# Guargualé
Guargualé (korsisch Vargualè; italienisch Guargualè) ist eine Gemeinde mit 148 Einwohnern (Stand: 1. Januar 2022) auf der französischen Mittelmeerinsel Korsika. Sie gehört zum Département Corse-du-Sud, zum Arrondissement Ajaccio und zum Kanton Taravo-Ornano. Die Bewohner nennen sich Guargualinais und Guargualinaises.

## Geografie
Guargualé liegt auf 400 Metern über dem Meeresspiegel im Tal des Taravo. Nachbargemeinden sind Albitreccia im Norden, Cardo-Torgia im Nordosten, Urbalacone im Osten, Petreto-Bicchisano im Südosten, Pila-Canale im Süden, Cognocoli-Monticchi im Südwesten und Pietrosella im Westen.

## Bevölkerungsentwicklung
| Jahr      | 1962 | 1968 | 1975 | 1982 | 1990 | 1999 | 2008 | 2012 | 2020 |
| --------- | ---- | ---- | ---- | ---- | ---- | ---- | ---- | ---- | ---- |
| Einwohner | 187  | 166  | 146  | 104  | 69   | 109  | 118  | 136  | 153  |

## Sehenswürdigkeiten
- Pfarrkirche Saint-Sauveur
- Kapelle Saint-Cyr